# François Séverin Marceau-Desgraviers
François Séverin Marceau-Desgraviers (ur. 1 marca 1769 w Chartres, Francja, zm. 21 września 1796 w Altenkirchen, Niemcy) – francuski generał z okresu rewolucji francuskiej. Walczył po stronie republikańskiej przeciwko rojalistom w trakcie wojen wandejskich.

## Młodość i początki kariery wojskowej
Marceau urodził się w Chartres, w departamencie Eure-et-Loir. Jego ojciec był prawnikiem. Także Marceau kształcił się do zawodu prawnika, jednak w wieku szesnastu lat zaciągnął się do pułku Savoy-Carignan. Podczas pobytu na przepustce w Paryżu, przyłączył się do szturmu na Bastylię w dniu 14 lipca 1789. Po tym wydarzeniu wystąpił z zawodowej armii i wrócił do rodzinnej miejscowości Chartres. Jednak sprzeciw ze strony jego rodziny wkrótce przekonał go do poszukiwania nowego zatrudnienia w wojsku. Zdobył posadę instruktora musztry, a następnie rangę kapitana w pułku Gwardii Narodowej z departamentu Eure-et-Loir.
W marcu 1792 roku Marceau został mianowany podpułkownikiem jednego z batalionów armii rewolucyjnej w Eure-et-Loir. Uczestniczył w obronie Verdun w roku 1792, a jego oddział otrzymał zadanie złożenia propozycji kapitulacji stronie pruskiej. Brak motywacji do walki, udzielający się garnizonowi Verdun, wywołał niezadowolenie władz rewolucyjnych. Pomimo kompromitacji pod Verdun, Marceau dostał kolejną  szansę jako kapitan w służbie zawodowej. 
Jednak w początkowych miesiącach 1793 roku, Marceau wraz z innymi oficerami podejrzanymi o przyczynienie do porażki został aresztowany i spędził pewien okres w więzieniu.

## Powstanie w Wandei
Wkrótce po wyjściu z więzienia Marceau wziął udział w obronie Saumur przed powstańcami wandejskimi. Wyróżnił się 10 czerwca 1793 pod Saumur, wyswobadzając z rąk Wandejczyków posła Pierre'a Bourbotte'a.
Konwent postanowił – w ramach dowodu wdzięczności od narodu – przyspieszyć jego awans. Po pomyślnym zakończeniu bitwy pod Chantonnay (5 października 1793) nadano mu – na razie tymczasowo – stopień generała brygady. 17 października Marceau odegrał istotną rolę w doprowadzeniu do zwycięstwa pod Cholet. Wówczas, na polu bitwy, zaprzyjaźnił się z innym spośród czołowych dowódców wojsk republikańskich – Kléberem.
Klébera awansowano do stopnia generała dywizji, z kolei Marceau w dniu 10 listopada 1793 uzyskał potwierdzenie stopnia generała brygady. Niedługo potem został głównym dowódcą armii republikańskiej (ad interim - tymczasowo) i wspólnie z Kléberem doprowadził armię rewolucyjną do zwycięstw pod Le Mans (w dniach 12-13 grudnia) i pod Savenay (23 grudnia).
Podczas walk pod Le Mans, Marceau ocalił przed śmiercią młodą rojalistkę, Angélique des Mesliers. Jednak nawet protekcja republikańskiego generała nie wystarczyła jej, by uniknąć egzekucji na gilotynie.
Marceau i Klébera uchroniła przed aresztowaniem i straceniem wyłącznie interwencja komisarza Bourbotte'a. 

## Bitwy w latach 1795-1796
Spędziwszy w Paryżu zimę z roku 1793 na 1794, Marceau i  Kléber objęli dowództwo nad wojskami w armii Jourdana. Uczestniczyli w kilku bitwach stoczonych w pobliżu Charleroi. Podczas bitwy pod Fleurus (z dnia 26 czerwca 1794) przeżył groźny incydent: koń, którego dosiadał, został zastrzelony.
Później, Marceau odznaczył się pod: Jülich, pod Aldenhoven oraz pod Koblencją, gdzie 23 października uderzył na linie wroga.
Marceau uczestniczył w kampanii z lat 1795-1796. Był dowódcą w armiach  Sambry oraz Mozy. Walczył nad Renem oraz nad rzeką Lahn. Wspólnie z Kléberem wyróżnił się pod Neuwied i Sulzbach. 

## Śmierć

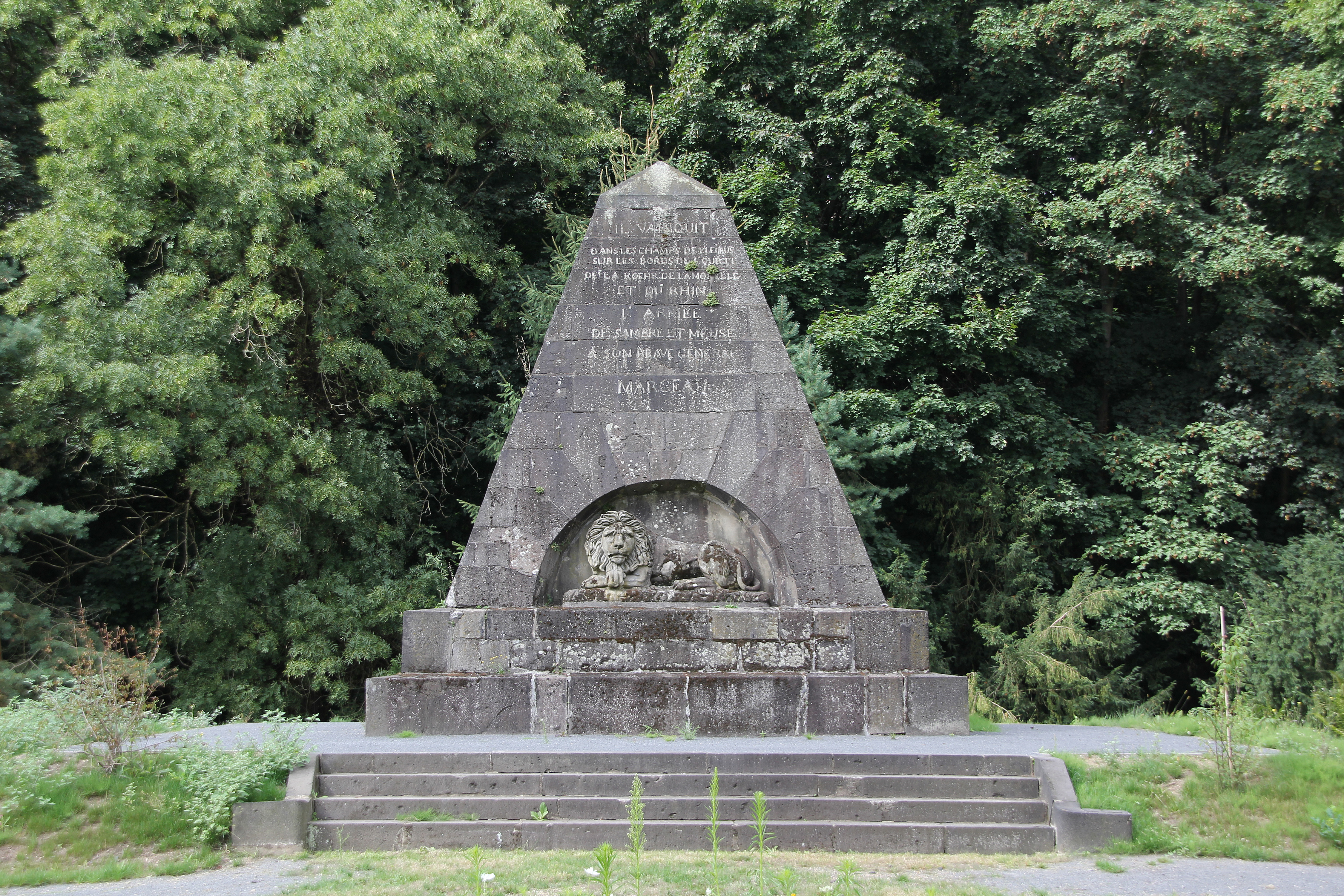
Grób generała Marceau w Koblencji

W roku 1796, wspólna inwazja armii Jourdana i Moreau na Niemcy zakończyła się katastrofą. Żołnierze generała Marceau osłaniali odwrót Jourdana przez Ren. Marceau uczestniczył w desperackich walkach nad rzeką Lahn (16-18 września 1796). W dniu 19 września pod Altenkirchen zadano mu ranę, która okazała się śmiertelna. Marceau zmarł dwa dni później, w wieku dwudziestu siedmiu lat.
Austriacy rywalizowali z rodakami Marceau w kwestii uhonorowania zmarłego generała. Jego zwłoki zostały skremowane, a prochy pochowano w Koblencji, pod piramidą zaprojektowaną przez Klébera. W roku 1887 przeniesiono je do paryskiego Panteonu.
Postać Marceau została uwieczniona przez angielskiego poetę Byrona w poemacie Wędrówki Childe Harolda.